# Elezioni governatoriali nell'oblast' di Rostov del 2020
Le elezioni governatoriali nell'oblast' di Rostov del 2020 si sono tenute il 13 settembre.

## Risultati
| Candidati                     | Liste                                     | Voti      | %     |
| ----------------------------- | ----------------------------------------- | --------- | ----- |
| Vasilij Jur'evič Golubev      | Russia Unita                              | 899.220   | 65,53 |
| Evgenij Ivanovič Bessonov     | Partito Comunista della Federazione Russa | 241.910   | 17,63 |
| Pëtr Vladimirovič Pjatibratov | Partito Liberal-Democratico di Russia     | 105.932   | 7,72  |
| Aleksej Vasil'evič Ljaščenko  | Russia Giusta                             | 55.305    | 4,03  |
| Vladimir Valer'evič Baškatov  | Patrioti di Russia                        | 43.660    | 3,18  |
| Totale                        | Totale                                    | 1.346.027 |       |
| Voti non validi               | Voti non validi                           | 26.135    | 1,90  |
| Totale                        | Totale                                    | 1.372.162 | 100   |